# Country Memories
Country Memories är den amerikanska sångaren och pianisten Jerry Lee Lewis 33:e studioalbum, utgivet den 16 september 1977. Albumet gavs ut på skivbolaget Mercury.

## Låtlista
| Nr           | Titel                                                              | Text                                | Längd |
| ------------ | ------------------------------------------------------------------ | ----------------------------------- | ----- |
| 1.           | "Middle Age Crazy"                                                 | Sonny Throckmorton                  | 3:53  |
| 2.           | "Let's Say Goodbye Like We Said Hello (In a Friendly Kind of Way)" | Jimmie Skinner, Ernest Tubb         | 3:01  |
| 3.           | "Who's Sorry Now?"                                                 | Bert Kalmar, Harry Ruby, Ted Snyder | 3:41  |
| 4.           | "Jealous Heart"                                                    | Jenny Lou Carson                    | 2:11  |
| 5.           | "Georgia on My Mind"                                               | Hoagy Carmichael, Stuart Gorrell    | 3:32  |
| 6.           | "Come on In"                                                       | Bobby Braddock                      | 2:28  |
| 7.           | "As Long as We Live"                                               | Bob McDill                          | 2:14  |
| 8.           | "(You'd Think By Now) I'd Be Over You"                             | Jerry Foster, Bill Rice             | 2:37  |
| 9.           | "Country Memories"                                                 | Jerry Foster, Bill Rice             | 2:59  |
| 10.          | "What's So Good About Goodbye"                                     | Bob McDill                          | 3:09  |
| 11.          | "Tennessee Saturday Night"                                         | Billy Hughes                        | 2:30  |
| Total längd: | Total längd:                                                       | Total längd:                        | 33:03 |